# Кетл Ривер (Минесота)
Кетл Ривер (енгл. Kettle River) град је у америчкој савезној држави Минесота.

## Демографија
По попису из 2010. године број становника је 180, што је 12 (7,1%) становника више него 2000. године.
| Група             | 2000.       | 2010.       |
| Белци             | 163 (97,0%) | 165 (91,7%) |
| Афроамериканци    | 0 (0,0%)    | 0 (0,0%)    |
| Азијати           | 0 (0,0%)    | 0 (0,0%)    |
| Хиспаноамериканци | 0 (0,0%)    | 1 (0,6%)    |
| Укупно            | 168         | 180         |